# FC Obod
O FC Obod é um clube de futebol uzbeque com sede em Tashkent. A equipe compete no Campeonato Uzbeque de Futebol.

## História
O clube foi fundado em 2012.